# Sonia Lewitska
Sofia (Sonia) Lewitska (ukrajinsky: Cофія Пилипівна Левицька, 9. března 1880 Vychylivka – 20. září 1937 Paříž) byla ukrajinská postimpresionistická malířka, grafička a ilustrátorka, která po většinu své umělecké kariéry žila a pracovala v Paříži.
Vystudovala uměleckou školu v Žytomyru a ve studiu pokračovala v Kyjevě. Na doporučení svého učitele, malíře Serhije Svjatoslavského, se přestěhovala do Paříže. V Paříži se usadila v roce 1905 a začala zde studovat malířství. Seznámila se zde s kubistickým umělcem Jeanem Marchandem, který se stal jejím životním partnerem. Své práce vystavovala na Salon d'Automne, Salon des Indépendants a Salon des Tuileries. Osobní výstavy se konaly v Paříži v letech 1913, 1924, 1930, 1938. Intenzivně se věnovala také ilustracím a návrhům knih.
Její díla jsou prezentována například v Museé National d'Art Moderne v Paříži, v galerii Albertina ve Vídni a v muzeu v Le Havru.

## Biografie
Sonia Lewitska byla sestra ukrajinského lékaře a spisovatele Modesta Pylypovyče Levytského (1866–1932), který se stal aktivistou v ukrajinském národním hnutí, vedoucím ukrajinské diplomatické mise v Řecku v roce 1919 a poté přednášejícím na Ukrajinské hospodářské akademii v Poděbradech. Jejich otec byl inspektorem veřejných škol Podolské oblasti a aktivně se zajímal o sociální a kulturní práci. Matka Modesta Byšovská (Biszowska) pocházela z rodu Leščinských. Rodina byla velmi vzdělaná a demokratická, mluvili ukrajinsky, dobře ovládali němčinu, francouzštinu a polštinu. Výtvarné vzdělání získala Lewitska v roce 1894 v Žytomyru. V devatenácti letech se provdala za místního lékaře Justyna Manylovského, který ale příliš holdoval alkoholu. Po ukončení umělecké školy od manžela utekla a odjela s dcerou Olgou, která se narodila s mentálním postižením, k rodičům do Vychylivky. Poté začala studovat umění v Kyjevě u Serhije Svjatoslavského, který jí poradil, aby odjela do Paříže. Lewitska se tam v roce 1905 skutečně přestěhovala a začala zde studovat malířství na École des Beaux-Arts, kde se seznámila se svým budoucím partnerem Jeanem Marchandem.

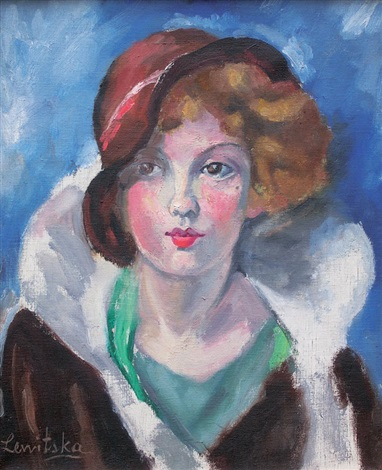
Portrét pařížské ženy

V Paříži byla Lewitska ovlivněna kubismem a fauvismem, ale její malířský styl je převážně postimpresionistický. Proslavila se ilustracemi limitovaných edic knih, spolupracovala s časopisy Musical Review, Tresor de la bibliotheque a dalšími. Některá její nejznámější díla nesou silný vliv ukrajinského folkloru a tradičního umění. V Paříži vystavovala na Salon d'Automne, Salon des Indépendants a Salon des Tuileries. V roce 1912 se zúčastnila výstavy Section d'Or v Galerii La Boétie. V následujícím roce 1913 uspořádala svou první osobní výstavu v Galerii Berthe Weill. Ve dvacátých a třicátých letech 20. století měla samostatné výstavy v Galerii Berthe Weill (1925) a v Galerii Arthur Sambon (1930). V roce 1928 zakoupila dvě její díla Galerie Nationale du Jeu de Paume. Zúčastnila se také skupinových výstav v Galerii Berthe Weill, Galerii Léon Marseille, výstavy ukrajinské grafiky v Berlíně a v Praze, výstavy současné ukrajinské grafiky ve Lvově (1932), výstavy sdružení nezávislých ukrajinských umělců ve Lvově (1933) a výstavy polských umělců v Galerii de Beaux-Arts v Paříži (1935).
V roce 1921 přeložila spolu s básníkem Rogerem Allardem román Nikolaje Gogola Večery na vesnici u Dikanky, který sama ilustrovala. Až do poloviny 20. let Lewitska každé léto navštěvovala jižní Francii, kde malovala provensálské krajiny a portréty.
Po dlouhém tvůrčím životě společně s Jeanem Marchandem zůstala Lewitska na konci svého života osamělá. Po rozpadu Ruského impéria a vypuknutí revoluce se příbuzní v Kyjevě už nemohli dál starat o její dceru Olgu a poslali ji k matce do Paříže. Dceřina přítomnost vedla ke zhoršení vztahů s Marchandem, který nakonec obě opustil. Morální oporou jí v té době byl bratr Modest a krajané žijící v Paříži. Lewitska hledala spásu a únik ze smutné reality ve své tvorbě. Rodinné a osobní tragédie a dceřino postižení měly vážný dopad na její psychiku. Ve 30. letech se u ní začaly projevovat první známky psychózy. V roce 1936 se naposledy zúčastnila Salonu d'Automne. Sonia Lewitska zemřela 20. září 1937.
Díla Soni Lewitské jsou součástí sbírek vídeňského muzea Albertina, pařížského Museé National d'Art Moderne a muzea v Le Havru.

## Galerie

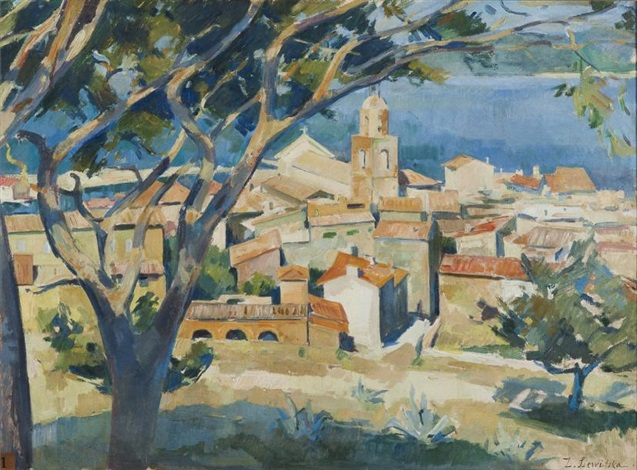
Pohled na Saint Tropez
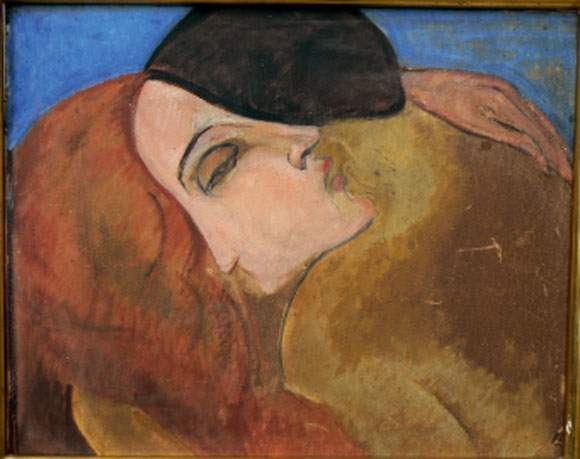
Láska
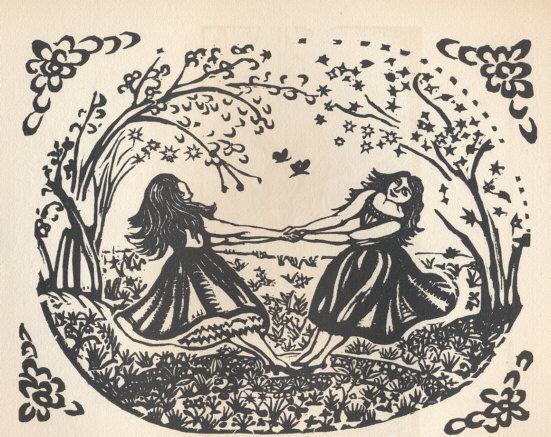
Jaro
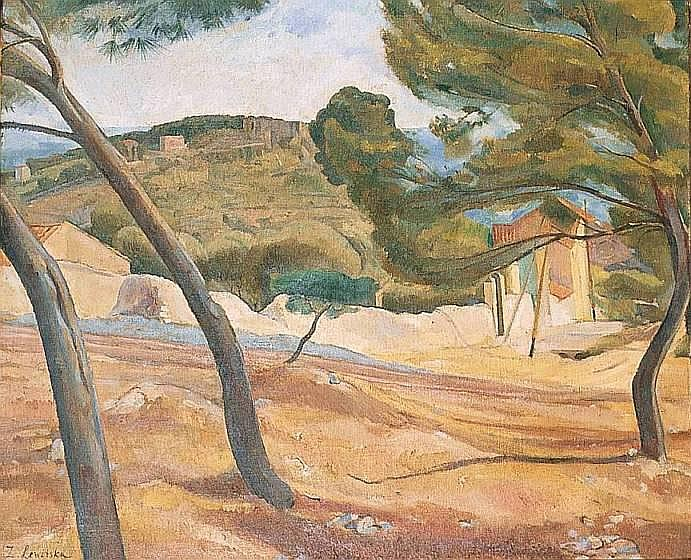
Krajina 1914
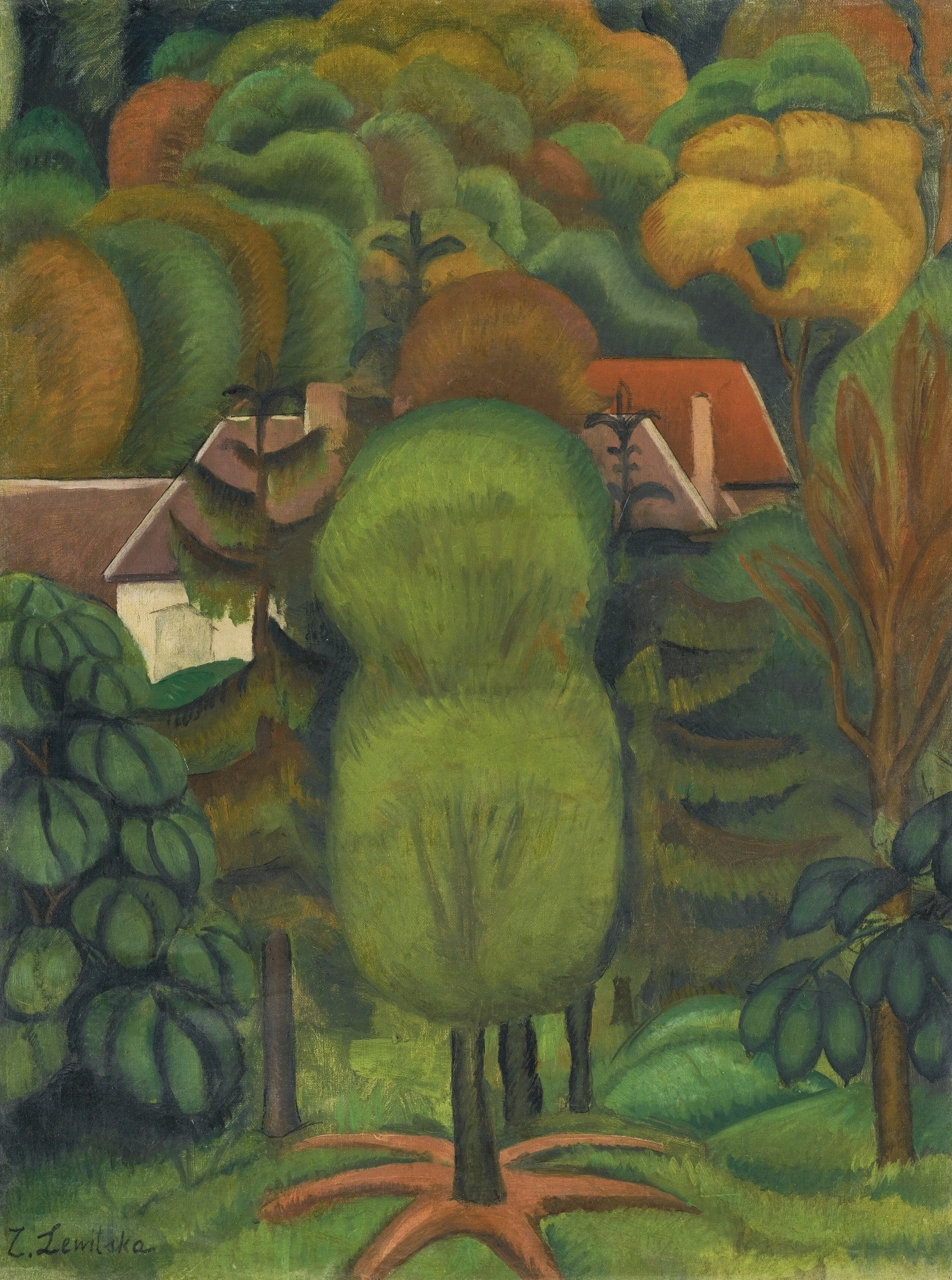
Zahrada
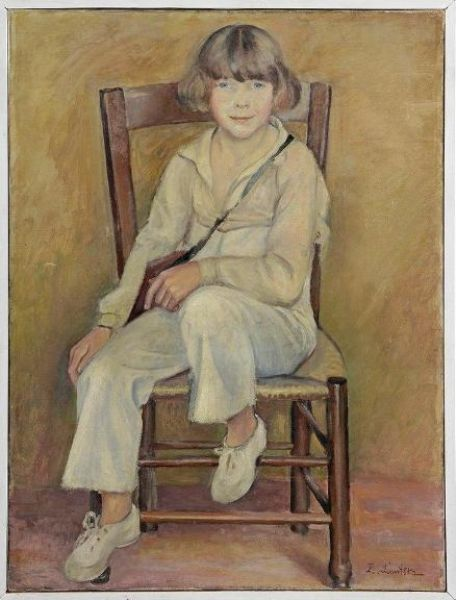
Portrét sedícího dítěte
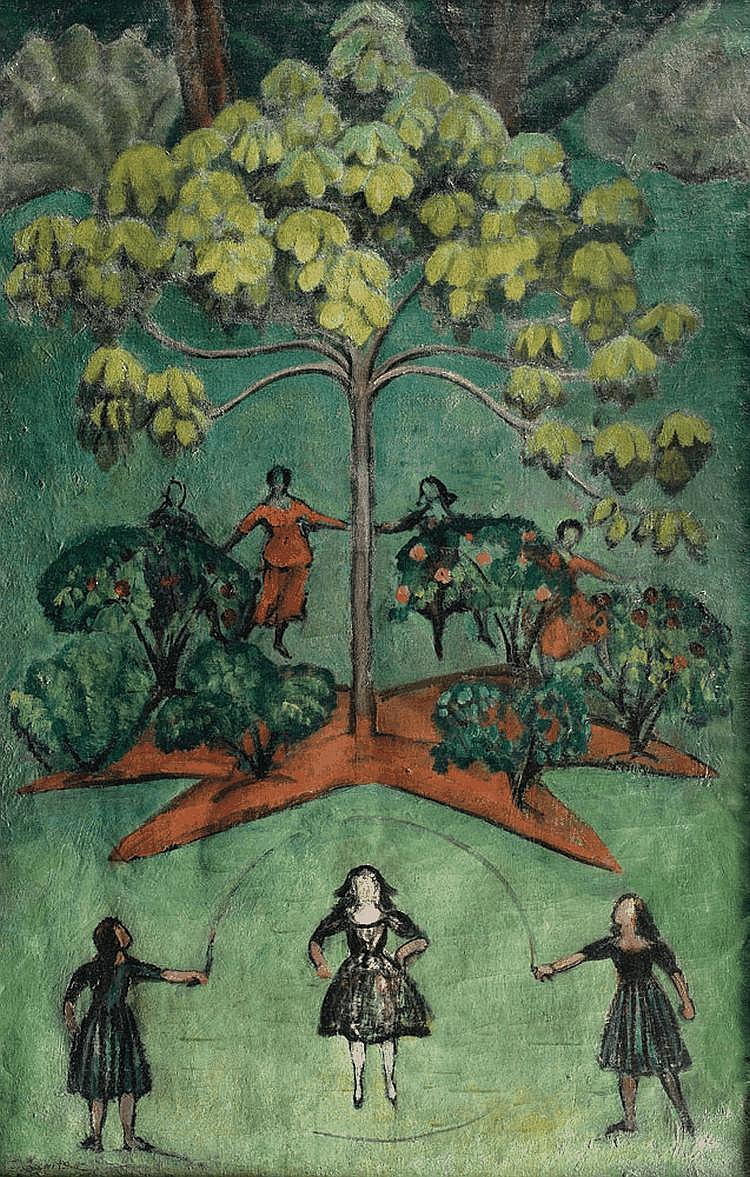
Hrající si děti
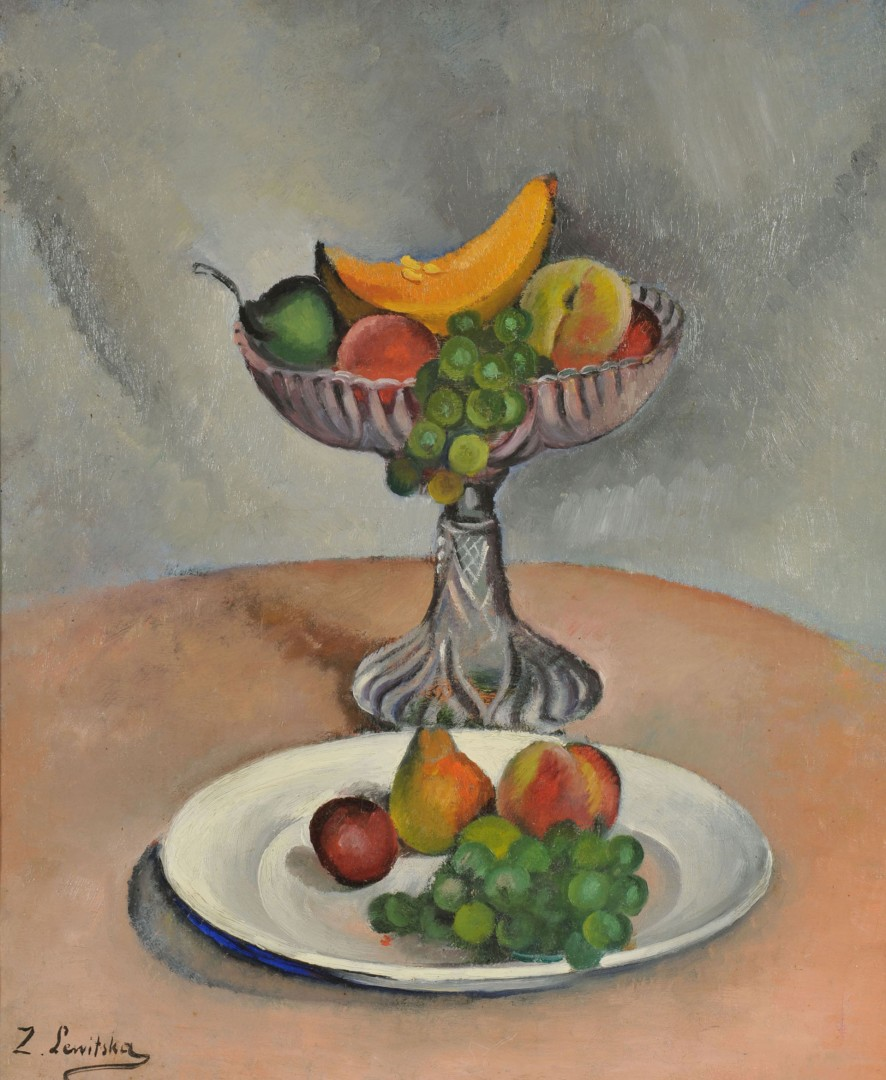
Zátiší